# Impero

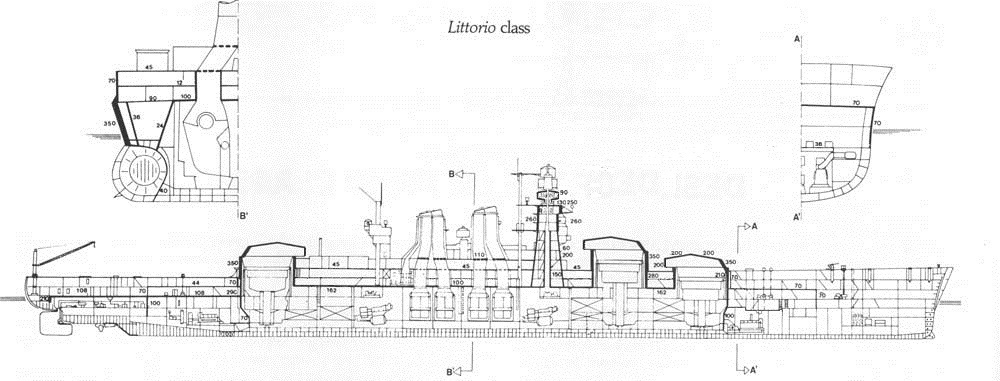
Схематичне зображення корабля типу «Літторіо»

«Імперо» (італ. Impero) — військовий корабель, четвертий лінійний корабель серії лінкорів типу «Літторіо» Королівських ВМС Італії за часів Другої світової війни. Отримав назву на честь італійського слова, що означає «імперія», у цьому випадку посилаючись на щойно (1936) завойовану в Східній Африці території Сомаліленду, Еритреї та Ефіопії в результаті Другої італо-абіссінської війни. Він будувався відповідно до державної Програми розширення військово-морських сил 1938 року разом зі своїм однотипним кораблем «Рома». Єдиний корабель цього типу, що не був уведений до строю, затоплений союзною авіацією у лютому 1945 року й після війни розібраний на брухт.

## Історія створення
«Імперо» був закладений 14 травня 1938 року на корабельні компанії Ansaldo в Генуї. 15 листопада 1939 року він був спущений на воду. Вступ Італії у Другу світову війну змусив Королівські військово-морські сили Італії переорієнтувати свої пріоритети будівництва на військові кораблі супроводу, тому «Імперо» залишився незавершеним. Після того, як 8 вересня 1943 року Італія капітулювала перед союзниками, решта італійського флоту вирушила на Сардинію, щоб зустрітися зі своїми американськими сучасниками. Ще не завершений «Імперо» був захоплений німцями у Трієсті, які використовували корпус для стрільби. Затоплений бомбардувальниками союзників у лютому 1945 року, він був піднятий на воду в 1947 році та розібраний на металобрухт у Венеції з 1948 по 1950 рік.
Кіль нового лінкора було закладено 14 травня 1938 року та спущено на воду 15 листопада 1939 року. Під час запуску її охрестили «Імперо», на честь Італійської імперії в Африці. Оскільки Генуя перебувала в зоні бомбардування французькими літаками, і ймовірність війни тепер була дуже високою, «Імперо» було переведено до Бриндізі 8 червня 1940 року через побоювання нападу Франції. Трієст вважався кращим місцем для продовження будівництва, але там вже перебував «Рома», а верф не могла будувати два лінкори одночасно. Під час перебування в Бриндізі було встановлено частину обладнання корабля разом із частинами зброї малого калібру. Попри наміри перемістити «Імперо» в безпечніше місце, Бріндізі все одно було вражено бомбардувальниками союзників, хоча «Імперо» не постраждав. Тим не менш, керівництво італійського флоту прийняло рішення перенести виробничі пріоритети на вкрай необхідний ескорт для торговельних конвоїв. У результаті будівництво «Імперо» було відкладено на користь інших кораблів. Єдиною виконаною роботою було встановлення двигунів і деяких кріплень гармат.
22 січня 1942 року «Імперо», оснащений малокаліберною зенітною та корабельною зброєю, був передислокований — за допомогою власних двигунів — до Венеції. Дещо пізніше його знову перемістили до Трієста, але подальших робіт над кораблем не здійснювалося. Після капітуляції Італії перед союзниками у вересні 1943 року «Імперо» був захоплений німцями, які мали намір розібрати його на металобрухт. Очевидно, це так і не було завершено, оскільки війська союзників виявили напівзатонулий корабель у Трієсті після війни. Натомість німці використовували його як корабель-мішень, і союзники пошкодили його під час повітряної атаки 20 лютого 1945 року. 27 березня 1947 року «Імперо» було виключено з військово-морського обліку. Десь того ж року залишки корабля було піднято і відбуксирувано до Венеції, де остов корабля був розібраний на металобрухт з 1948 по 1950 рік.
На момент капітуляції корпус «Імперо» був готовий на 88 %, а двигуни — на 76 %, але в цілому корабель був готовий лише на 28 %; для завершення корабля знадобилося б ще близько вісімнадцяти місяців роботи. Ключові елементи, такі як озброєння, електропроводка та переробка мосту, ще не були завершені.